# ارزن جویباری
ارزن جویباری (نام علمی: Panicum repens) نام یک گونه از سرده ارزن است.